# Ботлихски језик
Ботлихски језик (буйхалъи мицIцIи/bujxałi mic’c’i) један је од језика који припада групи сјевероисточних кавкаских језика, а који припада андијској подгрупи Аваро-андијској породици језика. Унутар андијске подјеле језика, каратински језик припада групи Ботлихско-тиндијских језика . Говори се у Дагестану и то од старне свега 210 припадника Ботлихца. Користи се у селима Буиче и Ашино на просторима сјеверозападног Дагестана. Као свој књижевни језик користе аварски.